# C. J. Cherryh
Œuvres principales
- Cyteen
- Forteresse des étoiles
- Le Cycle de Chanur

C. J. Cherryh, née le 1er septembre 1942 à Saint-Louis dans le Missouri, est le nom de plume de l'écrivaine américaine de fantasy et de science-fiction Carolyn Janice Cherry. Elle a écrit plus de 60 romans depuis les années 1970, notamment Cyteen et Forteresse des étoiles, qui ont obtenu le prix Hugo (et qui se déroulent tous deux dans l'univers Alliance-Union créé par l'auteur). 
En 2001, les astronomes amateurs Don J. Wells et Alex Cruz découvrent l'astéroïde (77185) Cherryh et le nomment ainsi en l'honneur de l'auteur. À cette occasion, ils disent d'elle : « elle nous a mis au défi de mériter les étoiles en imaginant comme l'humanité pouvait grandir pour vivre parmi elles. »
Mme Cherry ajouta un h à la fin de son nom car son premier éditeur, Donald Wollheim, trouvait que « Cherry » avait des consonances trop romantiques pour un auteur de science-fiction. L'utilisation des initiales C. J. à la place des prénoms de l'auteur visait, dans le même esprit, à dissimuler son genre, la science-fiction étant dominée à l'époque par des auteurs et des lecteurs masculins.

## Biographie
C. J. Cherryh est née le 1er septembre 1942 à Saint-Louis, Missouri, et a passé son enfance à Lawton dans l'Oklahoma. Elle a commencé à écrire dès l'âge de 10 ans, frustrée par l'arrêt de sa série télévisée préférée, Flash Gordon.
En 1964, elle passe un Bachelor of Arts en latin à l'université de l'Oklahoma, pendant lequel elle étudie l'archéologie, la mythologie et l'histoire de l'ingénierie. En 1965, elle passe un Master of Arts en littérature classique à l'université Johns Hopkins à Baltimore. Après ses études, C. J. Cherryh enseigne le latin, la littérature classique et l'histoire ancienne dans des écoles publiques d'Oklahoma City.
C. J. Cherryh n'a pas suivi la voie traditionnelle des écrivains de science-fiction de sa génération, en commençant par publier des nouvelles dans des magazines, puis en passant à des romans. En fait, C. J. Cherryh n'a songé à écrire des nouvelles qu'après avoir publié plusieurs romans.
Elle a donc commencé par écrire des romans pendant son temps libre, en soumettant directement les manuscrits à des éditeurs. Elle perdit même de cette façon certains manuscrits originaux (elle dû réécrire les romans correspondants), car elle manquait d'argent et envoyait parfois son unique copie à un éditeur, sans grand succès.
Elle finit par percer en 1975 quand Donald Wollheim lui acheta deux manuscrits soumis à sa maison d'éditions, DAW Books, Les portes d'Ivrel et Frères de la Terre, tous deux publiés en 1976 (dans cet ordre, contraire à celui de leur écriture). Ces deux romans lui valurent immédiatement une reconnaissance critique, et elle obtint en 1977 le prix Astounding du meilleur nouvel écrivain de l'année.
Bien que toute son œuvre n'ait pas été publiée chez DAW Books, C. J. Cherryh développa à cette époque des relations fortes avec la famille Wollheim et sa maison d'éditions. Mme Cherryh alla souvent leur rendre visite à New York, séjournant même dans leur maison familiale du Queens. Outre DAW Books, l'œuvre de C. J. Cherryh a été publiée aux États-Unis par les maisons Baen Books, HarperCollins, Warner Books et Del Rey Books. En France, les traductions sont essentiellement parues en livre de poche chez Galaxie-bis et chez J'ai lu.
Dans la fin des années 1970, C. J. Cherryh publia six autres romans. En 1979 sa nouvelle Cassandre obtient le prix Hugo de la meilleure nouvelle courte. Elle décida alors de quitter l'enseignement pour se consacrer à l'écriture à plein temps. Elle a obtenu deux fois le prix Hugo du meilleur roman, en 1982 avec Forteresse des étoiles, puis en 1989 avec Cyteen. 
En plus de développer ses propres univers de fiction, C. J. Cherryh a écrit des histoires se déroulant dans des mondes partagés, notamment dans Thieves World, Heroes in Hell, Elfquest, Witch World et Magic in Ithkar. Elle ouvrit son propre monde (l'univers Alliance-Union) aux autres auteurs dans la série d'anthologies Merovingen Nights.
C. J. Cherryh a longtemps vécu dans l'Oklahoma. Elle habite maintenant dans les environs de Spokane (dans l'État de Washington) avec l'artiste Jane Fancher, qu'elle a épousée le 17 mai 2014,. Elle est la sœur du peintre David A. Cherry.

## Narration
Cherryh adopte fréquemment un point de vue interne qu'elle nomme troisième personne très fortement limité[réf. nécessaire]. Dans ce type de narration, l'histoire est racontée du point de vue du personnage principal et seules les choses vécues ou pensées par ce personnage sont décrites. Par exemple, le capitaine du vaisseau spatial ne remarquera pas la station spatiale, à laquelle il n’est plus censé faire attention. Ce type de point de vue est courant dans la littérature anglo-saxonne depuis Jane Austen. On parle aussi de focalisation interne.

## Thèmes majeurs
Les œuvres de Cherryh décrivent les mondes fictifs avec réalisme, mettant à contribution sa connaissance des langues, de l'histoire et de la psychologie. Son pouvoir de construire des mondes étrangers est pareil à celui de J. R. R. Tolkien et lui permet de créer des cultures extraterrestres, des espèces et des points de vue qui sont crédibles, afin de faire penser ses lecteurs à leurs idées de la nature humaine. La plupart de ses mondes sont ressentis au lieu d'être décrits, mais peu d'explications sont nécessaires puisque ses œuvres sont si élégantes dans leur complexité.[non neutre]

## Œuvres de science-fiction

### L'Univers Alliance-Union
L'Univers Alliance-Union est un ensemble de séries ou de romans indépendants pouvant globalement être rattachés au genre space opera et écrits, d'un livre à l'autre, selon une grande variété d'approches (sociales, psychologiques, militaires, politiques). Même dans les œuvres mineures centrées sur un personnage principal ou un petit groupe d'individus, comme Rimrunners ou Heavy Time, on devine toujours ce contexte global qui est au premier plan des romans les plus ambitieux comme Forteresse des étoiles ou Cyteen. Il est d'ailleurs résumé en introduction de ces deux livres[réf. nécessaire]. Dans cet univers, les aventures impliquant des protagonistes humains côtoient les histoires de rencontre avec des civilisations extra-terrestres (Forty Thousand in Gehenna ou Serpent's Reach par exemple). L'auteur ne témoigne pas d'une volonté systématique d’unifier son œuvre mais propose cependant les regroupements suivants :

#### Les Guerres de la Compagnie
1. Temps fort, J'ai lu no 3417, 1993 ((en) Heavy Time, 1991) Ce n'était qu'un sauvetage spatial improbable; mais ça tourne au complot cosmique. Qu'est ce que ce pauvre bougre mal en point a bien pu voir pour justifier une telle animosité ?
2. (en) Hellburner, 1992
3. Forteresse des étoiles ((en) Downbelow Station, 1981) Dans la station spatiale de Pell prise entre les deux camps de la Guerre de la Compagnie, on trouve toutes sortes d'individus désespérés : réfugiés de stations détruites, militaires plus ou moins corrompus, agents provocateurs, amnésiques, gestionnaires dépassés, gangsters opportunistes, marionnettes médiatiques, extraterrestres primitifs, ambassadeurs au bord du suicide. Parfois la paix est pire que la guerre.
4. L'Opéra de l'espace, J'ai lu no 1563, 1983 ((en) Merchanter's Luck, 1982).  Sandy est le dernier survivant d'une famille marchande sur le cargo LUCY. Il a d'excellentes raisons d'être parano. Allison est membre de la puissante et trop nombreuse famille Reilly du super-cargo Dublin Again. L'un est désespérément seul et à bout de ressources, L'autre est très loin sur la liste d'attente pour un vrai poste à responsabilités. Malgré leurs réticences, il semble qu'ils soient chacun la meilleure chance de l'autre.
5. Volte-face, J'ai lu no 3144, 1991 ((en) Rimrunners, 1989) 
Mais pourquoi Bet Yeager a-t-elle quitté le Vaisseau où elle était appréciée pour vivre en SDF sur une station spatiale minable et obsolète ?.
6. Les Chants du néant, J'ai lu no 4155, 1996 ((en) Tripoint, 1994)
7. (en) Finity's End, 1998

#### L'Ère du rapprochement
1. Cyteen, J'ai lu no 2935 no 2936, 1990 ((en) Cyteen, 1988) La plus grande généticienne de Cyteen est morte dans un accident très suspect. Créer un clone n'est pas un problème. Créer SON clone demande que l'on recrée toutes les conditions et évènements de sa première vie, y compris ses deux gardes du corps. Mais qui a organisé cet accident et pourquoi ?
2. Les Oubliés de Gehenna, OPTA, Club du livre d'anticipation no 111, 1985 ((en) Forty Thousand in Gehenna, 1983)
3. (en) Regenesis, 2009

#### Le Cycle de Chanur
Sept races navigantes ([Oxygène :] Mahendo'sat, Hani, Stsho, Kif, [Méthane :] Knnn, T'ca, Chi) se partagent la galaxie et commercent entre elles, même si les trois races méthaniennes sont peu compréhensibles. 
Quand la créature fuyant les Kif qui se réfugie sur le vaisseau Hani L'Orgueil de Chanur se révèle appartenir à une huitième race inconnue jusqu'alors, tout le monde se met à sa poursuite - au grand dam de sa capitaine qui ne sait que faire d'un mâle à bord.
L'enjeu devient économique (un secteur stellaire inexploré) et politique (l'équilibre entre les races dans le cartel commercial de la Communauté).
1. Chanur, J'ai lu no 1475, 1983 ((en) The Pride of Chanur, 1981)
2. L'Épopée de Chanur, J'ai lu no 2104, 1986 ((en) Chanur's Venture, 1984)
3. La Vengeance de Chanur, J'ai lu no 2289, 1987 ((en) The Kif Strike Back, 1985)
4. Le Retour de Chanur, J'ai lu no 2609, 1989 ((en) Chanur's Homecoming, 1986)
5. L'Héritage de Chanur, J'ai lu no 3648, 1994 ((en) Chanur's Legacy, 1992)

L'intégrale
En 2018, les éditions J'ai lu ont édité dans leur collection Nouveaux Millénaires deux recueils nommés Chanur : Intégrale dans des traductions révisées par Pierre-Paul Durastanti.
- Chanur : Intégrale - 1 : les trois premiers volumes de la saga (2018).
- Chanur : Intégrale - 2 : les deux derniers volumes de la saga (2019).

#### Les Guerres Mri
1. Soleil mort : Kesrith ((en) The Faded Sun: Kesrith, 1978)
2. Soleil mort : Shon'jir ((en) The Faded Sun: Shon'Jir, 1978)
3. Soleil mort : Kutath ((en) The Faded Sun: Kutath, 1979)

#### Les Nuits mérovingeniennes (période des guerres Mri)
- L'Ange à l'épée ((en) Angel with the Sword, 1985)
- Série Merovingen Nights (anthologies de nouvelles de différents auteurs)

1. (en) Festival Moon, 1987
2. (en) Fever Season, 1987
3. (en) Troubled Waters, 1988
4. (en) Smuggler's Gold, 1988
5. (en) Divine Right, 1989
6. (en) Flood Tide, 1990
7. (en) Endgame, 1991

#### L'Ère d'exploration
1. Les Seigneurs de l'Hydre, J'ai lu no 1420, 1983 ((en) Serpent's Reach, 1980) La constellation de l'Hydre vend des produits fabuleux au reste de l'humanité, à condition que personne ne rentre ou ne sorte de la constellation. Les familles seigneuriales se sont alliées avec les ruches des autochtones : des fourmis géantes. Quand une ruche et ses alliés humains décident tout à coup d'en massacrer une autre, un seul membre en réchappe. Même dans son exil, elle reste un seigneur à la richesse fabuleuse. Ce qui lui permet de découvrir que l'univers a beaucoup changé pendant que les Seigneurs de l'Hydre dormaient sur leurs lauriers.
2. Port Éternité, Galaxie-bis no 117, 1985 ((en) Port Eternity, 1982)
3. Le Voyageur de la nuit, Galaxie-bis no 128, 1985 ((en) Voyager in Night, 1984)
4. L'Œuf du coucou ((en) Cuckoo's Egg, 1985).  Il est physiquement différent et a été élevé par un vieux maître guerrier, à la fois juge et exécuteur. Son éducation est partagée entre l'art de la survie et des enseignements techniques absurdes. Mais beaucoup moins absurdes quand il découvre l'existence du voyage spatial… et des races étrangères.

#### La Rébellion de Hanan
1. Frères de la Terre, Galaxie-bis no 121, 1985 ((en) Brothers of Earth, 1976)
2. Chasseurs de mondes, J'ai lu no 1280, 1982 ((en) Hunter of Worlds, 1977)

#### The Hinder Stars
Cette série est coécrite avec Jane Fancher (en).
1. (en) Alliance Rising, 2019Prix Prometheus 2020
2. (en) Alliance Unbound, 2024

### L'Univers Étranger
- Arc 1

1. Le Paidhi, J'ai lu no 4999, 1998 ((en) Foreigner, 1994), trad. Iawa Tate
2. Le Retour du phœnix, J'ai lu no 5171, 1999 ((en) Invader, 1995), trad. Iawa Tate. Il est déjà difficile d'être le seul ambassadeur des humains sur une planète extraterrestre. L'accueil des premiers colons a été violent, et la subtilité des coutumes des autochtones est quasi inaccessible aux humains. Mais quand revient le vaisseau qui a abandonné ces derniers un siècle plus tôt, c'est au milieu de trois cultures incompatibles mais interdépendantes que se retrouve coincé le Paidhi.
3. (en) Inheritor, 1996

- Arc 2

1. (en) Precursor, 1999
2. (en) Defender, 2001
3. (en) Explorer, 2003

- Arc 3

1. (en) Destroyer, 2005
2. (en) Pretender, 2006
3. (en) Deliverer, 2007

- Arc 4

1. (en) Conspirator, 2009
2. (en) Deceiver, 2010
3. (en) Betrayer, 2011

- Arc 5

1. (en) Intruder, 2012
2. (en) Protector, 2013
3. (en) Peacemaker, 2014

- Arc 6

1. (en) Tracker, 2015
2. (en) Visitor, 2016
3. (en) Convergence, 2017

- Arc 7

1. (en) Emergence, 2018
2. (en) Resurgence, 2020
3. (en) Divergence, 2020

- Arc 8

1. (en) Defiance, 2023Écrit avec Jane S. Fancher (en).

- Nouvelles
  - (en) Deliberations, 2012
  - (en) Invitations, 2013

### L'Univers de Finisterre
1. Les Étalombres, J'ai lu no 4613, 1997 ((en) Rider at the Gate, 1995), trad. Iawa Tate. Les animaux de cette planètes sont télépathes. C'est également le cas des chevaux utilisés par les éclaireurs dirigeants les convois entre les villes fortifiées. Un de ses éclaireurs est mort accidentellement, laissant son étalombre fou de douleur. il faut le retrouver et l'abattre avant qu'il ne fasse d'énormes dégâts.
2. (en) Cloud's Rider, 1996

### La Guerre des gènes
1. (en) Hammerfall, 2001
2. (en) Forge of Heaven, 2004

### Romans indépendants
- Hestia, J'ai lu no 1183, 1981 ((en) Hestia, 1979) La mission d'un ingénieur civil se révèle cauchemardesque quand il est le dernier espoir d'une colonie installée au plus mauvais endroit d'une planète inondée et qui s'est découverte une population autochtone après coup.
- Les Flots sans rivage, Galaxie-bis no 97, 1984 ((en) Wave Without a Shore, 1981)
- Les Adieux du soleil, J'ai lu no 1354, 1982 ((en) Sunfall, 1981) Tranche de vie dans cinq villes de la terre, à une époque où le soleil est mourant et où l'humanité est dispersée dans l'univers. Les cinq nouvelles n'ont quasiment aucun lien entre elles.

## Œuvres de fantasy

### Le Cycle de Morgane
Ce cycle explore un thème inédit de la Science-fiction sous une approche Heroïc-Fantasy : Comment empêcher que l'Humanité ne disparaisse dans un paradoxe temporel, comme l'ont fait les deux espèces ayant découvert le voyage spatio-temporel avant elle ?
Un groupe s'est consacré à la fermeture des « Portes » émaillant les restes de l'empire stellaire Qjal. Universellement détestés, les Qjals sont une espèce presque éteinte. Les mondes qu'ils ont colonisés ou fait pousser se sont effondrés avec eux, retournant à une organisation médiévale. Mais les très rares Qjals restants y ont survécu en volant les corps d'un seigneur local après l'autre.
Quand commence le premier tome, l'un d'eux vient d'anéantir quatre des cinq derniers fermeurs de Porte et toute la chevalerie du continent. Seule survivante d'une armée énorme, Morgane est maintenant traitée en sorcière et en traîtresse par les clans guerriers qui ont survécu. Aux abois, elle n'échappe à ses poursuivants qu'en faisant un bond dans le temps à travers une Porte.
Vanye est le fils bâtard d'un seigneur de ces clans. Banni pour avoir tué son demi-frère en légitime défense, il est devenu un Illin (une sorte de Ronin) obligé d'offrir pour un an la vassalité la plus abjecte à tout seigneur qui le réquisitionne. Sa route croise Morgane au moment où elle réapparaît. Les sagas des bardes ne laissent aucun doute sur qui elle est et ce qu'elle a fait 100 ans plus tôt… ainsi que sur ses droits seigneuriaux. 
Elle doit continuer sa mission à n'importe quel prix. Pour ce faire, elle a besoin de quelqu'un comprenant le monde moyenâgeux et assez fiable pour veiller sur son repos. Deux sens du Devoir se télescopent.
1. Les Portes d'Ivrel, J'ai lu no 3631, 1980 ((en) Gate of Ivrel, 1976), trad. Bruno Martin
2. Le Puits de Shiuan, J'ai lu no 3688, 1994 ((en) Well of Shiuan, 1978)
3. Les Feux d'Azeroth ((en) Fires of Azeroth, 1979)
4. La Porte de l'exil ((en) Exile's Gate, 1988)

### Ealdwood
1. La Pierre de rêve ((en) The Dreamstone, 1983)
2. (en) The Tree of Swords and Jewels, 1983

Éditions intégrales :
- (en) Arafel's Saga, 1983
- (en) Ealdwood, 1991 puis (en) The Dreaming Tree, 1997 - révisée et intégrant une nouvelle fin

### Héros en Enfer
Sur la thématique infernale, cette série créée par Janet Morris propose aventure et ironie aux amateurs de comédie dantesque. Publiée entre 1986 et 1989, ressuscitée depuis 2011, elle compte à ce jour six romans et dix anthologies. Outre plusieurs nouvelles écrites dans les anthologies, trois romans sont crédités C. J. Cherryh :
1. (en) The Gates of Hell, 1986 avec Janet Morris
2. (en) Kings in Hell, 1986 avec Janet Morris
3. Les Légions de l'enfer ((en) Legions of Hell, 1987)

### Forteresse
1. (en) Fortress in the Eye of Time, 1995
2. (en) Fortress of Eagles, 1998
3. (en) Fortress of Owls, 2000
4. (en) Fortress of Dragons, 2001
5. (en) Fortress of Ice, 2006

### Histoires russes
- (en) Rusalka, 1989
  - (en) Rusalka, 2010 - édition numérique révisée
- (en) Chernevog, 1990
  - (en) Chernevog, 2012 - édition numérique révisée avec Jane Fancher (en)
- (en) Yvgenie, 1991
  - (en) Yvgenie, 2012 - édition numérique révisée

### Romans indépendants
- (en) The Paladin, 1988
- (en) The Goblin Mirror, 1992
- La Citadelle noire ((en) Faery in Shadow, 1994) Un meurtrier maudit est obligé de travailler pour les créatures féériques, dont le comportement est d'autant plus incompréhensible que leur Geas leur interdit de lui expliquer sa mission.
  - (en) Faery Moon, 2009 - édition numérique révisée intégrant sa préquelle (en) The Brothers, 1986
- Lois & Clark : une aventure de Superman ((en) Lois & Clark: A Superman Novel, 1996)Une adaptation en roman à partir de la série télévisée Loïs et Clark : Les Nouvelles Aventures de Superman

## Récompenses
- Prix Astounding du meilleur nouvel écrivain 1977
- Prix Hugo
  - Meilleure nouvelle courte 1979 pour Cassandra
  - Meilleur roman 1982 pour Forteresse des étoiles
  - Meilleur roman 1989 pour Cyteen
- Prix Locus
  - Meilleur roman de science-fiction 1989 pour Cyteen
- Oklahoma Book Award
  - Arrell Gibson Lifetime Achievement Award 2005
- (77185) Cherryh, astéroïde nommé en son nom.